# フォルクスワーゲン・ゴルフVII
ゴルフVII (ゴルフ 7)（Golf VII）は、フォルクスワーゲン・ゴルフの7代目モデル。

## 概要
先代までのプラットフォームを一新し、車体骨格に次世代モジュールプラットフォームアーキテクチャ「MQB（モジュラー・トランスバース・マトリックス）」を採用した結果、高い走行性能や安全性、高い生産効率、部品点数の大幅削減などを実現。
先代モデルと比較しておよそ100kgの軽量化を果たしたほか、フロントアクスルは前方に移動し、オーバーハングも短くなった。全長、全幅、ホイールベースは若干大きくなったが、全高は低くなり、よりスポーティなデザインとなった。フォルムは先代を基本的に踏襲しているが、サイドミラー付近には視界確保のため、新たに小窓が設けられた。
運転席の向きに傾斜したダッシュボードパネルは非対称の形状となり、レッグスペースはさらに拡大された。また、ミリ波レーダーやカメラを駆使した「プリクラッシュブレーキシステム」「アダプティブクルーズコントロール（ACC）」など、より多くの先進安全装備を採用した。併せて、新たに電動式のパーキングブレーキが装備された（米国仕様は従来通り、手動式のサイドブレーキを装備）。
エンジンやサスペンションなどの主要機構も一新された。パワートレインとして、ガソリンモデル「TSI」に1.2L/1.4L/1.5L Evo（気筒休止システム仕様のACTも設定）と2.0L（GTIとRに搭載）、ディーゼルモデル「TDI」に1.6L/2.0Lが用意されている。先代までの直列5気筒（北米向け）は廃止され、全て直列4気筒となった。
日本国内では、1.2/1.4/2.0 TSI（ACT含む）および 2.0 TDIが導入された。トランスミッションは全車に7速DSGが、GTIとRの一部には6速MTおよび6速DSGが組み合わされる。
日本仕様車はGTIとRを除き、「平成17年基準排出ガス基準75%低減レベル（☆☆☆☆）」と「平成27年度燃費基準+20%」を達成している。
リアサスペンションの形式はグレードで差別化され、下位グレードにはトーションビーム式サスペンションが、上位グレードにはマルチリンク式サスペンションが採用される。
ゴルフⅦまでで、ゴルフシリーズの累計生産台数は3,500万台を突破した。さらに、欧州カー・オブ・ザ・イヤーやワールド・カー・オブ・ザ・イヤー、ゴールデンステアリング賞に加え、輸入車初の日本カー・オブ・ザ・イヤー（COTY 2013-2014）を受賞した。

### 年表（日本発売まで）
- 2012年9月4日 - ドイツ・ベルリンで初披露
  - 9月26日 - プレイベントで「ブルーモーション」を発表。欧州複合燃費31.25 km/L、CO2排出量85 g/kmを実現。
  - 9月27日 - パリモーターショーで「GTIコンセプト」を発表し、公式画像を公開。
  - 11月10日 - ドイツで発売開始
- 2013年
  - 6月25日 - 日本で発売開始（後述）

## 安全性・走行性能
製造コストが高い熱間成形による超高張力鋼板（日本基準 1,500 MPa級）をレーザー溶接によって車体全体の37%に使用しており、また車体のうち高張力鋼と超高張力鋼を合わせて7割を占める。超高張力鋼板の多用は高い安全性を実現するだけではなく、剛性が高い車体をつくることができる。なお、欧州の公的自動車安全評価であるユーロNCAPにおいて、ゴルフ7は最高レベルの5つ星を獲得している。
また、「全てのフォルクスワーゲン・オーナーに最高の安全性を（車のクラスによって差別しない）」という考えにもとづいて、以下の安全装備を全モデルに標準装備している。
- 後部座席含めて9つのエアバッグ

- 「フロント アシスト プラス」　運転中常にレーダーで前方の車両との距離を検知。衝突の危険が予測される場合には、急速ブレーキのスタンバイ状態を保持するとともに、ドライバーに警告音・警告灯による注意喚起を行う。それでも、ドライバーが回避操作を行わない場合には、システムが自動で車両を減速させて衝突の被害を軽減。この際、30 km/h未満での走行中には自動的にブレーキを作動させて危険を回避。

- 「マルチ コリジョン ブレーキ」 衝突や追突時の衝撃をエアバッグのセンサーが検知することで作動。自動でブレーキをかけて車両を10 km/h以下になるまで減速させて、対向車線へのはみ出しによって起こる多重事故の危険を低減させる。

- 「ドライバー疲労検知システム」ドライバーのハンドル操作や角度をモニタリング。疲労や眠気による急なハンドル操作など、通常の運転パターンと異なる動きを検知して、インジケーター表示と警告音で休憩を促す。

## 日本での販売
2013年4月9日、4月13日から「ゴルフ デア・エアステ」の先行受注を開始すると発表。フォルクスワーゲン国内正規輸入60周年記念モデルの第1弾。TSI コンフォートラインとTSI ハイラインの2車種が用意され、トランスミッションは7速DSG（デュアルクラッチトランスミッション）のみの設定。ファティーグディテクション（ドライバー疲労検知）システム、レーンアシスト、フロントアシストプラスなどの安全装備が標準搭載される。コンフォートラインは750台、コンフォートラインの装備に加え、さらにアルカンターラとファブリックのコンビスポーツシートや17インチアルミホイール、ドライビングプロファイルなどが設定されるハイラインは1,250台の限定。
2013年5月20日、6月25日より日本で発売することを発表。全てのグレードについて5ドアのみで、グレードはTSI トレンドライン、TSI コンフォートライン、TSI ハイラインの3つ。エンジン排気量はトレンドラインとコンフォートラインが1.2 L、ハイラインが1.4 L。トランスミッションは全グレード7速DSGのみの設定となる。なお、オーディオシステムはドライビングプロファイルやエコドライブアシスト機能設定も含めたコントロールが可能なComposition Mediaとなり、先代に設定のあったディーラーオプションのインダッシュナビゲーションの設定は廃止され、市販品ベースのポータブルナビゲーションを設定。2013年11月14日に、ナビゲーション及びDSRCを搭載したDiscover ProがTSI トレンドラインを除く全車（後述のGTI及びヴァリアントも含む。2014年2月発売のゴルフ Rは標準装備。）にメーカーオプションで設定された。
2013年9月25日、日本でスポーツモデルであるゴルフ GTIを発売。エンジンは第3世代の2.0 L TSI（直列4気筒DOHCインタークーラー付きターボ）。トランスミッションは6速DSGのみの設定となる。GTIとしては初めてBlueMotion Technologyを搭載し、JC08モード燃費は15.9km/L（先代比2.9km/L向上）と大幅に改善された。また、フロントアシストプラスやアダプティブクルーズコントロール、レーンアシスト等の安全装備が標準となり、VW初採用となるプログレッシブステアリング、従来よりも更に進化されたXDS（電子制御式ディファレンシャルロック）を搭載する。
同年12月25日、日本でワゴンモデルであるゴルフ ヴァリアントのフルモデルチェンジを発表（2014年1月6日販売開始）。グレード体系は1.2 L車の「TSI コンフォートライン」と1.4 L車の「TSI ハイライン」の2タイプで、トランスミッションは日本仕様の7代目ゴルフ同様、7速DSGのみの設定である。エンジンのMQB対応化に加え、BlueMotion Technologyの採用により、全車で燃費を向上。また、ラゲージスペースは先代より100 L増加して605 Lとなったが、専用レバーを引いて後席を倒すことで最大1,620 Lに拡大することができ、トノカバーやラゲージネットパーティションも床下に格納させることができる。「TSI ハイライン」は、「TSI コンフォートライン」の装備内容に加え、レーンキープアシストシステム、ダイナミックコーナリングライト、パークディスタンスコントロール、オプティカルパーキングシステム、パドルシフト、ドライビングプロファイル機能、アダプティブクルーズコントロール（ACC）が追加されるほか、ヘッドランプはバイキセノン（オートハイトコントロール機能・LEDポジションランプ付）に、エアコンディショナーは2ゾーンフルオートタイプ（運転席/助手席独立調整、自動内気循環機能付）に、運転席・助手席はアルカンターラ&ファブリックスポーツシートに、ステアリングホイールはレザー3本スポークマルチファンクションタイプ（オーディオコントロール付）にグレードアップし、タイヤ・アルミホイールは17インチにサイズアップされる。
2014年2月20日、日本でフラッグシップモデル「ゴルフ R」発売開始。先代から引き続き採用している2.0 L TSIエンジンを更に鍛え上げ、最高出力を24PS、最大トルクを50Nmそれぞれ向上し、最高出力280PS・最大トルク380Nmと歴代ゴルフ史上最強のハイパワーエンジンに進化。併せて、「GTI」同様にBlueMotion Technologyを搭載したことでJC08モード燃費で14.4km/Lとなり、環境性能も両立した。また、電子油圧制御式オイルポンプで作動する第5世代ハルデックスカップリングを採用した第5世代四輪駆動システム「4MOTION」とESP統合型の電子制御ディファレンシャルロック「XDS」を搭載するとともに、プリクラッシュブレーキシステム「Front Assist Plus」、シティエマージェンシーブレーキ、レーンキープアシストシステム「Lane Assist」といった先進の安全装備も新たに装備した。外観はロゴ付きブラックグリル、専用バンパー、ディフューザー（整流板）を備えるなど、既存のゴルフと差別化する装備が随所に取り入れられている。
同年4月1日、消費税増税及び原材料費の高騰などによる生産コストと輸送費の上昇に伴ってメーカー希望小売価格の価格改定が行われ、ゴルフはグレードにより9.7万円～19.8万円値上げ、ゴルフ ヴァリアントはグレードにより10.5万円～12.5万円値上げした。
同年7月22日、ゴルフとゴルフ ヴァリアントの「ハイライン」を一部仕様向上。ゴルフ「GTI」・「R」に標準装備されているスマートエントリー&スタートシステム「Keyless Access（キーレスアクセス）」を新たに標準装備した。
同年9月2日、ゴルフ ヴァリアントに日本国内向けでは初となるモデル「R-Line」を発売。既存の「ハイライン」をベースに、外観は専用バンパー（リアバンパーはディフューザー付）、サイドスカート、5ダブルスポーク17インチアルミホイールなどを装備。内装は専用のファブリック&アルカンターラスポーツシートを採用し、アルミ調ペダルクラスターを装備した。
同年9月24日に、ゴルフ発売40周年記念車の「ゴルフGTI パフォーマンス」を9月27日より受注を開始すると発表。ボディカラーは本モデル専用の限定色カーボンスチールグレーメタリック（300台限定）と、ピュアホワイト（200台限定）で、限定は合計500台。通常のGTIと比べ、エンジン出力は230psに向上し、なおかつJC08モード燃費も16.1km/Lとベースモデルに比べて向上。専用の電子制御油圧式フロントディファレンシャルロックを搭載し、アダプティブシャシーコントロール（DCC）も装備する。また、ブレーキは4輪ともベンチレーテッドディスクになり、大口径化された。タイヤに関しても、19インチの225/35 R /7.5Jx19にインチアップされ、通常はオプションのDiscover Proも標準装着される。シートは、ファブリックとアルカンターラのスポーツシートになる。
同年11月5日、ゴルフ発売40周年記念車の「Golf Edition 40」を11月8日より受注を開始すると発表。ボディカラーは本モデル専用の限定色ライムストーングレーメタリック（400台限定）とディープブラックパールエフェクト（200台限定）、そしてオプションカラーのオリックスホワイトマザーオブパールエフェクト（400台限定）で、限定は合計1000台。TSIハイラインをベースに、エクステリアではバイキセノンヘッドライト（オートハイトコントロール機能、LEDポジションランプ付）、ダイナミックコーナリングライト、ヘッドライトウォッシャー、リアハッチとリアドア左右にダークティンテッドガラス（UVカット機能付）、そして専用ツインスポークデザインの17インチアルミホイールを採用。インテリアは、ヴォルケーノブラウンのアルカンターラ＆ナパレザーシート（前席シートヒーター付き）、レザー巻ステアリングとシフトノブ、イルミネーション付き専用ドアシルプレート、ウッドデコラティブパネルのドアトリムとダッシュボードで上質感を増している。また、通常はオプションのDiscover Proも標準装着される。
同年12月22日、ゴルフとゴルフ ヴァリアントに特別限定車「TSI Comfortline Premium Edition」を2015年1月3日より販売を開始することを発表。TSI コンフォートラインをベースに、ベース車ではオプション設定となっている純正インフォテイメントシステム「Discover Pro」、バイキセノンヘッドライト（オートハイトコントロール/ヘッドライトウォッシャー付）を標準装備化し、上級グレードの「TSI Highline」に標準装備されているスマートエントリー&スタートシステム「Keyless Access」と5スポーク仕様の16インチアルミホイールも装備。ゴルフ ヴァリアントでは、通常はオプション設定となっているアダプティブクルーズコントロールとレザー3本スポークマルチファンクションステアリングホイール（オーディオコントロール機能+パドルシフト付、通常はセットオプションの「セーフティーパッケージ」設定時に装備）も特別装備した。ボディカラーは「TSI Highline」のみに設定される「オリックスホワイト マザーオブパールエフェクト」を特別設定色として設定し、ゴルフは4色、ゴルフ ヴァリアントは2色を設定した。ゴルフ「TSI Comfortline Premium Edition」は「オリックスホワイト マザーオブパールエフェクト」は300台、残り3色は各400台ずつの計1,500台、ゴルフ ヴァリアント「TSI Comfortline Premium Edition」は各色250台ずつの計500台限定販売である。
2015年1月13日、ゴルフ ヴァリアントの「TSI Comfortline」を一部改良。従来のマニュアルエアコンを上級グレードの「TSI Highline」と同じ2ゾーンフルオートエアコン（運転席/助手席独立調整、自動内気循環機能付）にグレードアップし、エアフィルターもチャコール（活性炭）フィルターに変更した。
同年4月23日、ゴルフとゴルフ ヴァリアントにフォルクスワーゲンAGが企画した特別限定車「Lounge」を発売。それぞれのTSI コンフォートラインをベースに、共通装備として、バイキセノンヘッドランプ（オートハイトコントロール機能付）、16インチタイヤ&アルミホイール（10スポーク）、専用ファブリックシート、専用ドアシルプレート、純正インフォテイメントシステム「Discover Pro」、インテリアアンビエントライト/フットウェルランプ（前席）を装備。さらに、ゴルフ「Lounge」はダークティンテッドガラス（リア/リア左右、UVカット機能付）を、ゴルフ ヴァリアント「Lounge」はレザー3本スポークマルチファンクションステアリングホイール（オーディオコントロール付）、リアビューカメラ「Rear Assist」、アダプティブクルーズコントロール「ACC」も特別装備した。ボディカラーは共通で専用色の「クリプトングレーメタリック」と「サンセットレッドメタリック」を設定し、ゴルフ「Lounge」は5色、ゴルフ ヴァリアント「Lounge」は3色を設定した。ゴルフ「Lounge」は1,500台、ゴルフ ヴァリアント「Lounge」は800台の限定販売である。
同年5月16日、「ゴルフR」のステーションワゴンモデルとなる「ゴルフRヴァリアント」と導入記念限定車「Launch Edition（ローンチ エディション）」を「Volkswagen Fest 2015」で公式発表し、同日より受注受付を開始（納車は同年6月より順次開始、「Launch Edition」は100台限定販売）。「ゴルフR」同様に最高出力280ps・最大トルク380Nmのパワフル性能を持つ2.0 L TSIエンジン、フルタイム四輪駆動システム「4MOTION」、20mmローダウンした専用スポーツサスペンションを採用するほか、フロント&リアバンパー、リアスポイラー、レザーシート（ブラック）など「R」専用の外内装も装備。安全装備はプリクラッシュブレーキシステム「Front Assist」、レーンキープアシストシステム「Lane Assist」に加え、ゴルフシリーズでは初めてとなる新装備として、リアバンパーに内蔵したレーダーセンサーにより、車両の側面と後方を走行する車両との車間距離と車速の差（自車両から約20mまでの範囲内で検知可能）を測定し、ドライバーの死角となる後方側面に車両を検知した際に方向指示器で操作されるとドアミラーに内蔵した警告灯が点滅してドライバーに注意を促す後方死角検知機能「ブラインドスポットディテクション」、駐車場所からバックで発進する際に車両後方の交通状況を監視し、システムが車両を検知すると警告音を発してドライバーに注意を促すとともに、衝突の危険を察知した際には自動的にブレーキを作動させる「リアトラフィックアラート」も装備した。「Launch Edition」はシートをモダングレー&ブラック仕様のナパレザーシートに替え、タイヤを19インチにサイズアップし、アルミホイールはリム部に「R」のロゴマークとブルーストライプを入れた10スポーク仕様を採用した。
同年6月9日、「ゴルフGTI」と「ゴルフR」に、日本市場では6年ぶりの導入となる6速MT車の追加を発表（同年6月11日受注受付開始、「ゴルフR」は同年9月、「ゴルフGTI」は同年10月よりそれぞれ配車開始予定）。エンジンやサスペンションの仕様については7速DSG車と同じだが、前述の「ゴルフRヴァリアント」で初採用した「ブラインドスポットディテクション」と「リアトラフィックアラート」を標準装備した。また、「ゴルフR」は6速MT車の追加に合わせてボディカラーの追加も行い、「トルネードレッド」と2014年11月に発売された限定車「Edition 40」専用色だった「ライムストーングレーメタリック」の2色を新たに追加した。
同年7月21日、「ゴルフ ヴァリアント」をベースにしたゴルフシリーズ初のクロスオーバー4WDステーションワゴン「ゴルフ オールトラック（Golf Alltrack）」を発売。バンパーはクローム装飾をアクセントに用いた専用品に変更し、左右ドア下部に黒のサイドシルとホイールアーチを取り囲うように装着した黒のホイールハウスエクステンションなどを装着。タイヤは205/55R17に替え、ホイールは17インチ専用アルミホイールを採用。内装もシートバックに「Alltrack」ロゴを配した専用ファブリックシートをはじめ、専用デコラティブパネル、ドアシルプレートなど「Alltrack」専用アイテムも数多く装備した。エンジンは最高出力180PS（132kW）、最大トルク28.6kgm（280Nm）を1,350から4,500rpmまでの幅広い回転域で得られるゴルフシリーズ初の1.8L TSIエンジンに湿式多板クラッチ式の6速DSGを組み合わせたほか、専用サスペンションを採用することで「ゴルフ ヴァリアント」に比べて最低地上高を25mm高くすることでラフロードでの走破性を高め、第5世代のハルデックスカップリング方式の4WDシステム「4MOTION」も搭載した。また、ドライビングプロファイル機能には「ノーマル」・「エコ」・「スポーツ」・「カスタム」に加え、ABSの調整・ヒルディセントアシスト・アクセルペダルの特性変更を専用プログラムに切り替える「オフロード」モードを追加した。グレード体系は標準仕様の「TSI 4MOTION」とレーンキープアシストシステム「Lane Assist」、フルカラーマルチファンクションインジケーター、バイキセノンヘッドライト（オートハイトコントロール機能、LEDポジションランプ付）、ダイナミックコーナリングライト、ヘッドライトウォッシャーを追加装備し、オプションアイテムの追加も可能な上級仕様「TSI 4MOTION Upgrade Package」の2タイプが設定される。
同年7月28日、ゴルフ・ゴルフヴァリアントを一部改良。ゴルフR・ゴルフRヴァリアントを除く全車に標準装備されている純正インフォテイメントシステム「Composition Media」にスマートフォン連携機能「App Connect」を、ゴルフR・ゴルフRヴァリアントに標準装備（左記以外の全車にもオプション設定）されている純正ナビゲーションシステム「Discover Pro」に「MirrorLink」をそれぞれ搭載したほか、ゴルフ「GTI」・ゴルフR及びゴルフヴァリアントの「TSI Highline」・「R-Line」にはリアビューカメラ「Rear Assist」を、ゴルフ「GTI」とゴルフRのDSG車には後方死角検知機能「ブラインドスポットディテクション」と後退時警告・衝突軽減ブレーキ機能「リヤトラフィックアラート」をそれぞれ標準装備。また、ゴルフ「TSI Highline」とゴルフヴァリアント「TSI Highline」・「R-Line」は前述の2点に加え、パークディスタンスコントロール（フロント/リヤ）とオプティカルパーキングシステムを合わせた4点をパッケージ化した「セーフティパッケージ」、ゴルフ及びゴルフヴァリアント「TSI Comfortline」にはスマートエントリー&スタートシステム「Keyless Access」を組み込んだ「バイキセノンヘッドライトパッケージ」をそれぞれセットオプション設定し、ゴルフヴァリアント「R-Line」には電動パノラマスライディングルーフ（電動サンシェード、UVカット機能付）のオプション設定を追加した。
同年9月8日、フォルクスワーゲンとしては初のプラグインハイブリッドとなるゴルフGTEを発売開始。最大38万円のクリーンエネルギー自動車等導入促進対策費が適用される。1.4 L TSIエンジンにモーター付き6速DSGを組み合わせたもので、電気自動車として走る「E」モードで53.1km、ハイブリッドの「HV」モードでは23.8km/Lの低燃費を実現した。一方で、本車はGTIの系統を受け継ぐモデルでもあるため、「GTE」ボタンが備えられており、エンジンと電気モーターの同時作動で0-100km加速7.6秒と言うパフォーマンスも兼ね備えている。標準装備の「Discover Pro」には、EV走行可能距離を示すレンジモニター等の専用機能が追加された。
同年10月13日、ゴルフ輸入開始40周年を記念した特別仕様車「Golf 40th Edition」を2000台の限定で発売。日本への輸入開始40周年を記念したモデルで、純正インフォテイメントシステム「Discover Pro」、ETC2.0対応車載器、バイキセノンヘッドライト（オートハイトコントロール機能付）、自動防眩ルームミラー等の装備を加えたもの。また、同日にゴルフ ヴァリアントの輸入開始20周年を記念した「Golf Variant Anniversary Edition」も発売。こちらは700台の限定で、本限定車専用色「ライムストーングレーメタリック」を有償オプションカラーとして設定し、純正インフォテイメントシステム「Discover Pro」、ETC2.0対応車載器、リヤビューカメラ「Rear Assist」、スマートエントリー&スタートシステム「Keyless Access」、アダプティブクルーズコントロール（全車速追従機能付）等を装備して機能性、利便性を高めた。翌日の同年10月14日には特別限定車「Milano Edition」を発売。上級グレードのTSI ハイラインをベースに、明るめの茶色「ヴォルケーノブラウン」を採用したアルカンターラ&ナパレザーシート、飾りステッチを施した専用レザー3本スポークマルチファンクションステアリングホイール（オーディオコントロール付）や専用レザーシフトノブを採用したほか、外観は専用デザインの7ダブルスポーク17インチアルミホイールやダークティンテッドガラス（左右リアドアガラス+リアハッチゲートガラス、UVカット機能付）などを装備した。ボディカラーは「ディープブラックパールエフェクト」と「オリックスホワイト マザーオブパールエフェクト（オプションカラー）」の2色を設定し、各色250台ずつ、500台の限定販売である。
2016年5月17日、仕様変更。トレンドラインは一部装備の省略やホイールのスチールホイール化、エアコンのマニュアル化等により税込で旧価格より16万も安い250万を切る価格設定にし、コンフォートラインはダークティンテッドガラス、Lane Assist、Keyless Accessを装備しながらも旧価格より7万近く値下げになった。ハイラインは後方死角検知機能、リヤトラフィックアラート等を標準装備に追加した。GTI、R、GTEは仕様変更無し。同日にゴルフ ヴァリアントも仕様変更を行い、コンフォートラインはリアビューカメラ、Keyless Access、アダプティブクルーズコントロール等を装備しながら税込で300万を切る価格設定に、ハイライン及びRラインは後方死角検知機能、リヤトラフィックアラート等を装備しながら旧価格より7万近く値下げになった。Rはラゲージネットパーティションの追加を行っている。
2016年5月21日、ゴルフGTIの誕生40周年を記念した「GTI Clubsport Track Edition」を400台の限定で発売。内訳はピュアホワイトが200台、カーボンスチールグレーメタリックが200台。パワートレインはゴルフRで採用されている2.0L TSIエンジンを更に改良し、現行GTIと比べて195kw/265PSと33kw/45psアップされた。トランスミッションは6速DSGのみの設定。キックダウン時に、特定条件を満たしていれば約10秒間ブースト機能が発動し、最高出力が213kw/290PS、最大トルク380Nmに上昇する。他に、電子制御油圧式フロントディファレンシャルロック、大径4輪ベンチレーテッドブレーキディスク、アダプティブシャシーコントロールを搭載し、エクステリアではハニカムフロントグリル、バンパー、リヤスポイラーを専用品とした。インテリアも専用ファブリック&アルカンターラレカロスポーツシート、同じくアルカンターラを採用した赤いセンターポジション入りステアリングホイール、インフォテイメントシステム「Discover Pro」を標準装備した。
2016年6月7日、ゴルフGTEの価格変更。2016年度よりクリーンエネルギー自動車等導入促進対策費が大幅減額されたのを受けたもので、今後の更なるPHEV普及を目的として前年度同様の水準にするため従来よりも30万安の469万円となり、9万5千円のクリーンエネルギー自動車等導入促進対策費が適用される。
2016年6月27日、特別限定車「ALLSTAR」を発売。ボディカラーに専用のダーク系メタリックペイントを採用し、共通デザインのアルミホイール、ファブリックシート、ロゴ入りエンブレム、ドアシルプレートを装備している。本限定車専用のカーボンスチールグレーメタリックのみの設定で、ゴルフ、ヴァリアント共に各300台の限定。TSI コンフォートラインをベースに、共通の特別装備に加え、バイキセノンヘッドライト（オートハイトコントロール付き）、クロームルーフレール（ヴァリアントのみ）、専用のアンスラサイトカラーファブリックシート、ドアシルプレート、プラスチックデコラティブパネル、アルミ調ペダルクラスター、インフォテイメントシステム「Discover Pro」を特別装備した。
2016年7月19日、ゴルフ・ゴルフ ヴァリアント・ゴルフ オールトラックを一部仕様変更。ゴルフのTSI トレンドラインを除く全グレードにアレルゲン除去機能付フレッシュエアフィルターを標準設定したほか、ゴルフとゴルフ ヴァリアントの全グレード並びにゴルフ オールトラックの「TSI 4MOTION Upgrade Package」に装備している純正インフォテイメントシステム「Discover Pro」の機能強化を行い、Googleの「Android Auto」を含む3つのサービスに対応したコネクティビティ機能「App-Connect（アップコネクト）」を導入し、VICSワイドに対応。さらに、ゴルフ オールトラックの「TSI 4MOTION Upgrade Package」にはステアリングヒーター、シートヒーター、ヒーテッドウォッシャーノズル（フロント）をセットにした「ウインターパッケージ」を新たにオプション設定した。
2016年8月30日、5月に発売した「GTI Clubsport Track Edition」発売時に予告されていた「GTI Clubsport Street Edition」を発売。350台の限定で、ディープブラックパールエフェクトが165台、オリックスホワイトマザーオブパールエフェクト（オプションカラー）が185台。パワートレイン及びブースト機能発動はTrack Editionと同じだが、アルミホイールが18インチの専用デザインになり、シートもTrack Editionとは異なるデザインの専用ファブリック＆アルカンターラシートになり、Track Editionでは廃された「スマートエントリー＆スタートシステム"Keyless Access"」とアームレストが標準装備されている。また、インフォテイメントシステム「Discover Pro」等の特別装備も追加されている。また、同日ゴルフRヴァリアントに限定モデル「Carbon Style」を発売。こちらは70台の限定で、グレーペイントを施した19インチアルミホイール、カーボンドアミラーカバーにカーボン調ナパレザーシートの内装でエクステリアのアクセントであるカーボンドアミラーカバーと統一感をはかっている。限定の内訳はラピスブルーメタリックが50台、オプションカラーのオリックスホワイトマザーオブパールエフェクトが20台。
2016年10月11日、限定車「Golf R "Carbon Style"」を発売。100台の限定で、ラピスブルーメタリックは6速DSGが50台、マニュアルが20台の計70台、オリックスホワイトマザーオブパールエフェクト（オプションカラー）は6速DSGのみで30台。ベースモデルにカーボンドアミラー、カーボン調ナパレザーシート、グレーペイントの専用19インチアルミホイールを装備した。
2016年11月29日、ゴルフ及びヴァリアントに特別仕様車「Connect」を発売。それぞれのTSI コンフォートライン及びTSI ハイラインをベースに、特別装備のインフォテイメントシステム「Discover Pro」にテレマティクス機能の「Guide & Inform」を追加。それ以外に、17インチアルミホイールを全車に、LEDテールランプをゴルフ「Connect」全車に、バイキセノンヘッドライト（オートハイトコントロール機能付き）とヘッドライトウォッシャーを「TSI Comfortline Connect（ゴルフ・ゴルフヴァリアント共に）」に、クロームルーフレールをゴルフヴァリアント「TSI Comfortline Connect」にそれぞれ特別装備した。
2017年5月25日、ゴルフ・ゴルフ ヴァリアント・ゴルフ オールトラックを一斉にマイナーチェンジ（通称：ゴルフ7.5。5月29日販売開始）。パサートGTEで初採用された12.3インチのデジタルメータークラスター「Active Info Display（アクティブインフォディスプレイ）」をゴルフとヴァリアントの各「R」に標準装備、ゴルフとヴァリアントの「TSI コンフォートライン」以上のグレード及びオールトラックにオプション設定。併せて、「Composition Media（ゴルフとヴァリアントの「R」を除く全車に標準装備）」は8インチに、「Discover Pro（ゴルフとヴァリアントの「R」に標準装備、ゴルフとヴァリアントの「TSI Comfortline」以上のグレード及びオールトラックにメーカーオプション）」は9.2インチにそれぞれ大型化し、「Discover Pro」にはフォルクスワーゲン初のジェスチャーコントロール機能を搭載し、スマートフォン向けアプリ「Volkswagen Media Control」に対応した。安全面ではレーンキープシステム「Lane Assist」とアダプティブクルーズコントロール「ACC」をベースにした渋滞時追従支援システム「Traffic Assist」を「TSI Trendline」、「GTI」・「R」のマニュアル車を除く全車に標準装備し、プリクラッシュブレーキシステム「Front Assist（「GTI」と「R」のマニュアル車、「TSI Trendline」を除く全車に標準装備）」には歩行者検知機能を追加した。外観は前後バンパーのデザインを刷新し、ヘッドライトはフェンダーの奥まで切れ込んだ新形状となり、LEDヘッドライトを採用（ゴルフとヴァリアントの「TSI ハイライン」以上のグレード及びオールトラックに標準装備、ゴルフとヴァリアントの「TSI コンフォートライン」はオプション設定）。リアのテールランプはLED化され、フォルクスワーゲンでは初となるウインカーが流れるように光るダイナミックターンインジゲーターも採用した（ゴルフ「R」に標準装備、ゴルフの「TSI ハイライン」と「GTI」はオプション設定）。ゴルフの「GTI」と「R」はエンジン出力を向上し、「GTI」は10PSアップの230PSに、「R」は30PSアップの310PSとなり、併せて、「R」のDSG車は新開発された湿式7速に変更した。
同年7月20日、ゴルフ・ゴルフ ヴァリアント・ゴルフ オールトラックを一部改良。搭載されている純正インフォテイメントシステムの機能向上を行い、ワイドFMに対応したほか、「Discover Pro」は1280×640ドットに高解像度化し、住所検索機能の改善を行った。また、ゴルフの「GTI」、ゴルフとヴァリアントの「R」はパークディスタンスコントロールを機能拡張し、前進/後退時衝突軽減ブレーキ機能を追加した。
同年10月19日、新型「Golf GTE」とフォルクスワーゲンでは日本初導入となる電気自動車「e-Golf」を発売開始。「e-Golf」は、インターネット専用サイトからの申込みとなり、2017年12月25日までの期間限定でオプションのテクノロジーパッケージ装着車を受付。標準仕様は2018年受注開始予定。両車共に「平成29年度クリーンエネルギー自動車導入事業費補助金」が受けられる。e-Golfは、総電力量35.8kW/hの駆動用バッテリーを搭載した電気自動車。一回のフル充電で301km走行が可能。充電は通常充電の他急速充電規格である「CHAdeMO」にも対応。普通充電はフロントのエンブレム部分の充電端子から、急速充電はガソリン車のガソリン注入口部分にある充電端子から行う。外観は、フォルクスワーゲンの“e-Mobility”ファミリーであることを主張するブルーの挿し色やフロントにC字型LEDポジショニングランプを採用。ボディカラーはピュアホワイトのみで、他に専用の16インチアルミホイールを装備する。GTEは、e-Golf同様ブルーの挿し色やフロントにC字型LEDポジショニングランプで“e-Mobility”ファミリーであることを主張すると共に、フロントバンパーがGTIと同じ形状に変更された。両車共通として、標準搭載のDiscover Proは「Guide&Inform」によりオンライン充電ステーション検索が行え、スマホからの予約充電等も出来るEV/PHEV専用サービスの「e-Remote」に対応。安全装備は、レーンキープアシストシステム「Lane Assist」とアダプティブクルーズコントロール（全車速追従機能付）を組み合わせた渋滞時追従支援システム「Traffic Assist」とプリクラッシュブレーキシステム「Front Assist」（歩行者検知対応シティエマージェンシーブレーキ機能付）等を搭載した。また、デジタルメータークラスター「Active Info Display」、ダイナミックコーナリングライト、ダイナミックライトアシスト、ダークテールランプ、LEDテールランプ（ダイナミックターンインジケーター付）をセットにしたテクノロジーパッケージが共通メーカーオプションとして設定される。
同年10月23日、限定車「Golf GTI Performance」及び「Golf R Performance」を発売。「Golf GTI Performance」は500台（ダークアイアンブルーメタリック300台、ピュアホワイト200台）、「Golf R Performance」は100台（ラピスブルーメタリック70台、オプションカラーのターメリックイエローメタリック30台）の限定。「Golf GTI Performance」は、専用チューニングで最高出力245PSを実現した2.0L TSIエンジンとGTIでは初となる7速DSG、電子制御油圧式フロントディファレンシャルロック、大径ブレーキディスク、19インチアルミホイール、テクノロジーパッケージ（Active Info Display・ダイナミックコーナリングライト/ダイナミックライトアシスト・ダークテールランプ/LEDテールランプ）、Discover Proなどの特別装備を採用した。「Golf R Performance」は、欧州最大級のエキゾーストメーカーであるアクラポヴィッチ社と共同開発した「専用チタンエキゾーストシステム」を採用。他にナパレザーシート、19インチアルミホイール、パフォーマンスブレーキシステム等を特別装備した。
2018年2月1日、ゴルフとヴァリアントに限定車「DYNAUDIO Edition」を発売開始。ゴルフの他にティグアンにも設定される。ベースは共にTSIハイラインで、デンマークのハイエンドオーディオメーカーであるDYNAUDIO社と共同開発したプレミアムサウンドシステムを搭載したもの。ゴルフとヴァリアントでは、8つのスピーカーに加え10.5Lデュアルコイルサブウーファーをスペアホイールリセスに設置し、総出力400Wの10チャンネルデジタルアンプを採用。インフォテイメントシステムもDiscover Proに変更され、ヴォルケーノブラウンマイクロフリース&ナパレザーシート、シートヒーター（運転席と助手席）、専用ドアシルプレート・ウッドデコラティブパネル・ボディ同色ルーフアンテナ・専用17インチアルミホイール、デジタルメータークラスター“Active Info Display”、ダイナミックコーナリングライト・ダイナミックライトアシストを特別装備した。ゴルフでは、LEDテールランプ（ダイナミックターンインジケーター付）も追加されている。限定は共に300台で、ゴルフはインジウムグレーメタリック150台、オプションカラーのオリックスホワイトマザーオブパールエフェクト150台。ヴァリアントはインジウムグレーメタリックのみの設定。
同年4月3日、特別仕様車「Tech Edition」を発売開始。TSI コンフォートラインとTSI ハイラインに用意され、共通特別装備としてデジタルメータークラスター“Active Info Display”とDiscover Proを装備し、コネクティビティ機能“App-Connect”とテレマティクス機能“Guide & Inform”に対応した。TSIコンフォートラインベース車はこれに加えてLEDヘッドライト（オートハイトコントロール機能、LEDポジションランプ、LEDターンシグナル）と10スポークの17インチアルミホイールを装備しながら車両本体価格を税込299万9000円と300万円を切る価格設定にした。TSIハイラインベース車は、前述の装備に加えダイナミックライトアシスト／ダイナミックコーナリングライト、LEDテールランプ（ダイナミックターンインジケーター付）、5ダブルスポークの17インチアルミホイールを装備した。
2018年6月8日、特別仕様車「Golf GTI Dynamic」が発表され、同日より販売が開始された。フォルクスワーゲンとしては13年ぶりにGTIブランドが3車種で揃ったことになる。純正インフォテイメントシステム「Discover Pro」とデジタルメータークラスター"Active Info Display"を特別装備し、ダイナミックライトアシストとダイナミックコーナリングライト、LEDテールランプ（ダイナミックターンインジケーター付）で安全性を向上。アダプティブシャシーコントロールとレッドストライプをあしらったダークカラーのアルミホイールで、GTIらしさを動力的にも視覚的にも実現している。カラーはピュアホワイト、インジウムグレーメタリック、DSG専用色のディープブラックパールエフェクトの3色。なお、6速マニュアルは限定100台（各色50台）かつこのモデルが最終仕様となるため、同日からのインターネットでの予約受付となる。
2018年7月4日、e-Golfに内装の質感を高め、更に保証とサービス内容を充実させた特別仕様車「e-Golf Premium」を発売、同日より標準仕様も店頭販売へ切り替わった。また、同日よりNCS（日本充電サービス）の充電ネットワークで使える『Volkswagen 充電カード』サービスを同時に開始した。ベースモデルに、メーカーオプションのテクノロジーパッケージ（ダイナミックコーナリングライト、ダイナミックライトアシスト、デジタルメータークラスター、ダークテールランプ、LEDテールランプ＜ダイナミックターンインジケーター付＞）、インテリアアンビエントライト、レザーシートを特別装備し、ボディカラーも通常のe-Golfで設定の無いオリックスホワイトマザーオブパールエフェクト（オプションカラー）、アトランティックブルーメタリック、ディープブラックパールエフェクトの3色を設定した。更に、フォルクスワーゲン ニューサービスプラス（3年間）、フォルクスワーゲン 延長サービスプラス（2年間）、延長保証プログラム「Wolfiサポート（2年間）」を付帯し、モバイルオンラインサービスVolkswagen Car-Net（“Guide & Inform“及び“e-Remote“）を通常3年無償のところ、2年延長して5年無償にしている。同日より開始した『Volkswagen 充電カード』サービスは、フォルクスワーゲンのプラグインハイブリッド車（ゴルフGTE、パサートGTE/Variant）及び電気自動車（e-Golf）専用の充電サービスで、e-Golfオーナーに限り業界では初の急速充電及び普通充電し放題のプレミアムプランが設定されている。e-Golf以外は普通充電器用ベーシックプランのみの設定となる。
2018年11月13日、ゴルフ ヴァリアントに特別仕様車「Tech Edition」を発売開始。追加される特別装備は同年4月にゴルフ向けに発売された「Tech Edition」とほぼ同様で、共通装備としてデジタルメータークラスター“Active Info Display”とDiscover Pro（モバイルオンラインサービス“Volkswagen Car-Net”（“App-Connect”及び“Guide & Inform”）対応）、TSI コンフォートラインベース車はこれに加えてLEDヘッドライト（オートハイトコントロール機能、LEDポジションランプ、LEDターンシグナル）と10スポークの17インチアルミホイール、TSI ハイラインベース車はダイナミックライトアシスト／ダイナミックコーナリングライト、5ダブルスポークの17インチアルミホイールを特別装備した。
2019年2月13日、特別仕様車「Golf GTI Performance」を発売。前回完売した「Golf GTI Performance」をリファインしたもので、パワートレインや足回り、特別装備はほぼ前回と同じだが、19インチアルミホイールを前回とは異なる専用デザインとした。
2019年6月4日、特別仕様車「Meister」を発売開始。ベースはゴルフとヴァリアントが特別仕様車の「Tech Edition」、オールトラックが「TSI 4MOTION」。共通装備として、駐車時の障害物などを検知する“パークディスタンスコントロール（フロント／リヤ、前進／後退時衝突軽減ブレーキ機能付）”、入庫から出庫まで駐車の一部始終をサポートする駐車支援システム“Park Assist”、障害物をセンサーで探知してディスプレイで知らせるオプティカルパーキングブレーキシステムを全車標準装備すると同時に、TSIハイラインベース車はレザーシートとパワーシートを標準装備し、ゴルフとヴァリアントのTSIハイラインベース車及びオールトラックは「DYNAUDIO Edition」で採用されたDYNAUDIO社のオーディオシステムをメーカーオプションとして設定した（オールトラックはレザーシート・パワーシート等とセットでオプション）。オールトラックにはこれに加えデジタルメータークラスター“Active Info Display”とDiscover Pro（SSDナビ・“App-Connect”・“Guide & Inform”対応）を特別装備した。オプションカラーのオリックスホワイトマザーオブパールエフェクトはTSI ハイラインベース車及びオールトラックのみ設定される。
2019年8月20日、ゴルフ及びヴァリアントにクリーンディーゼルエンジン搭載のTDIモデルを10月1日から導入すると発表。ゴルフ・ゴルフ ヴァリアントの他、シャランにも設定される。グレードはTDI コンフォートラインとTDI ハイラインの2つに加え、6月に発売された特別仕様車の「Meister」も設定される。なお、「Meister」は8月20日よりコンフォートラインベース車の機能強化を行い、ブラインドスポットディテクション（後方死角検知機能）とリヤトラフィックアラート（後退時警告・衝突軽減ブレーキ機能付）を標準装備した。
2019年10月25日、限定車「Golf GTI TCR」を受注開始。ワールド・ツーリング・カー・カップ（WTCR）に参戦するレーシングカーのストリートバージョンとして開発され、「Golf R」に搭載されている2.0L TSIエンジンを213kW(290PS)、最大トルク380Nmにチューンナップし、0-100km/h加速5.6秒と過去に日本で発売されたGolf GTIの中でも最強のモデルとなる。電子制御油圧式フロントディファレンシャルロック、ベンチレーテッド大径ブレーキディスク、アクラポヴィッチ社製チタンエキゾーストシステム等を装備した。インテリアでは専用ファブリック＆マイクロフリースシート、TCRロゴプロジェクション（フロント）、テクノロジーパッケージ（デジタルメータークラスター“Active Info Display”、ダイナミックライトアシスト／ダイナミックコーナリングライト、ダークテールランプ／LEDテールランプ（ダイナミックターンインジケーター付））、純正ナビゲーションシステム“Discover Pro"（“Volkswagen Car-Net”（“App-Connect”及び“Guide & Inform”対応））等を特別装備し、ホイールも5ダブルスポークの19インチアルミホイールを装備した。カラーは、ブラックルーフにピュアグレー、ピュアホワイト、トルネードレッドのいずれかの組み合わせもしくはディープブラックパールエフェクト（ルーフ同色）の4種で、限定は合計600台。

## 諸元表
| グレード                   | 1.2 TSI BlueMotion Technology           | 1.2 TSI BlueMotion Technology           | 1.4 TSI BlueMotion Technology           | 1.4 TSI BlueMotion Technology           | 1.4 TSI BlueMotion Technology ACT       | 2.0 TSI BlueMotion Technology           |
| 販売期間                   | 2012年11月 -                            | 2012年11月 -                            | 2012年11月 -                            | 2012年11月 -                            | 2012年11月 -                            | 2013年3月 -                             |
| エンジン                   |                                         |                                         |                                         |                                         |                                         |                                         |
| 種類                       | 直列4気筒DOHC 16バルブ ガソリンエンジン | 直列4気筒DOHC 16バルブ ガソリンエンジン | 直列4気筒DOHC 16バルブ ガソリンエンジン | 直列4気筒DOHC 16バルブ ガソリンエンジン | 直列4気筒DOHC 16バルブ ガソリンエンジン | 直列4気筒DOHC 16バルブ ガソリンエンジン |
| 燃料噴射方式               | 直噴                                    | 直噴                                    | 直噴                                    | 直噴                                    | 直噴                                    | 直噴                                    |
| 吸気方式                   | ターボ                                  | ターボ                                  | ターボ                                  | ターボ                                  | ターボ                                  | ターボ                                  |
| 排気量                     | 1,197cc                                 | 1,197cc                                 | 1,395cc                                 | 1,395cc                                 | 1,395cc                                 | 1,984cc                                 |
| 最高出力                   | 63kW（86PS） 4,300 – 5,300rpm           | 77kW（105PS） 5,000rpm                  | 90kW（122PS） 5,000rpm                  | 103kW（140PS） 4,500 – 6000rpm          | 103kW（140PS） 4,500 – 6000rpm          | 162kW（220PS） 4,500 – 6,200rpm         |
| 最大トルク                 | 160Nm 1,400 – 3,500rpm                  | 175Nm 1,550 – 4,100rpm                  | 200Nm 1,500 – 4,000rpm                  | 250Nm 1,500 – 3,500rpm                  | 250Nm 1,500 – 3,500rpm                  | 350Nm 1,500 – 4,400rpm                  |
| 伝達装置                   |                                         |                                         |                                         |                                         |                                         |                                         |
| 駆動方式                   | 前輪駆動                                | 前輪駆動                                | 前輪駆動                                | 前輪駆動                                | 前輪駆動                                | 前輪駆動                                |
| 変速機                     | 5速マニュアル                           | 6速マニュアル /7速DSG                   | 6速マニュアル /7速DSG                   | 6速マニュアル /7速DSG                   | 6速マニュアル /7速DSG                   | 6速マニュアル /6速DSG                   |
| 走行性能・環境性能         |                                         |                                         |                                         |                                         |                                         |                                         |
| 最高速度                   | 179km/h                                 | 192km/h 192km/h（7速DSG）               | 203km/h 203km/h（7速DSG）               | 212km/h 212km/h（7速DSG）               | 212km/h 212km/h（7速DSG）               | 246km/h 244km/h（6速DSG）               |
| 0–100km/h加速              | 11.9秒                                  | 10.2秒 10.2秒（7速DSG）                 | 9.3秒 9.3秒（7速DSG）                   | 8.4秒 8.4秒（7速DSG）                   | 8.4秒 8.4秒（7速DSG）                   | 6.5秒 6.5秒（6速DSG）                   |
| 燃料消費量 L/100km（総合） | 4.9                                     | 4.9 4.8（7速DSG）                       | 5.2 5.0（7速DSG）                       | 5.3 5.0（7速DSG）                       | 5.2 4.7（7速DSG）                       | 6.4 6.0（6速DSG）                       |
| CO2排出量（総合）          | 113g/km                                 | 114g/km 112g/km（7速DSG）               | 120g/km 116g/km（7速DSG）               | 119g/km 116g/km（7速DSG）               | 109g/km 110g/km（7速DSG）               | 148g/km 139g/km（6速DSG）               |
| 欧州排出基準               | Euro 5                                  | Euro 5                                  | Euro 5                                  | Euro 5                                  | Euro 6                                  | Euro 6                                  |

| グレード                   | 1.6 TDI BlueMotion Technology                  | 2.0 TDI BlueMotion Technology                  | 2.0 TDI BlueMotion Technology             |
| 販売期間                   | 2012年11月 -                                   | 2012年11月 -                                   | 2013年3月 -                               |
| エンジン                   |                                                |                                                |                                           |
| 種類                       | 直列4気筒DOHC 16バルブ ディーゼルエンジン      | 直列4気筒DOHC 16バルブ ディーゼルエンジン      | 直列4気筒DOHC 16バルブ ディーゼルエンジン |
| 燃料噴射方式               | コモンレール直噴                               | コモンレール直噴                               | コモンレール直噴                          |
| 吸気方式                   | ターボ                                         | ターボ                                         | ターボ                                    |
| 排気量                     | 1,598cc                                        | 1,968cc                                        | 1,968cc                                   |
| 最高出力                   | 77kW（105PS） 3,000 – 4,000rpm                 | 110kW（150PS） 3,500 – 4,000rpm                | 135kW（184PS） 3,500 – 4,000rpm           |
| 最大トルク                 | 250Nm 1,500 – 2,750rpm                         | 320Nm 1,750 – 3,000rpm                         | 380Nm 1,750 – 3,250rpm                    |
| 伝達装置                   |                                                |                                                |                                           |
| 駆動方式                   | 前輪駆動/四輪駆動                              | 前輪駆動/四輪駆動                              | 前輪駆動                                  |
| 変速機                     | 5速マニュアル /7速DSG                          | 6速マニュアル /6速DSG                          | 6速マニュアル /6速DSG                     |
| 走行性能・環境性能         |                                                |                                                |                                           |
| 最高速度                   | 192km/h 192km/h（7速DSG） 187km/h（4WD 5速MT） | 216km/h 212km/h（6速DSG） 211km/h（4WD 6速MT） | 230km/h 228km/h（6速DSG）                 |
| 0–100km/h加速              | 10.7秒 10.7秒（7速DSG） 11.5秒（4WD 5速MT）    | 8.6秒 8.6秒（6速DSG） 8.6秒（4WD 6速MT）       | 7.5秒 7.5秒（6速DSG）                     |
| 燃料消費量 L/100km（総合） | 3.8 3.9（7速DSG） 4.5（4WD 5速MT）             | 4.1 4.4（6速DSG） 4.7（4WD 6速MT）             | 4.2 4.5（6速DSG）                         |
| CO2排出量（総合）          | 99g/km 102g/km（7速DSG） 119g/km（4WD 5速MT）  | 106g/km 117g/km（6速DSG） 122g/km（4WD 6速MT） | 109g/km 119g/km（6速DSG）                 |
| 欧州排出基準               | Euro 6                                         | Euro 6                                         | Euro 6                                    |